# Hopa-Hop sau opt urangutani înlănțuiți
„Hopa-Hop sau opt urangutani înlănțuiți”, tradus în unele versiuni mai noi și ca „Hopa-Broscuță”, (în engleză Hop-Frog; Or, the Eight Chained Ourangoutangs) este o povestire a scriitorului american Edgar Allan Poe, care a fost publicată inițial în 1849. Personajul din titlu, un pitic adus cu forța din ținutul său, devine bufonul unui rege deosebit de mândru de glumele pe care le făcea. Vrând să se răzbune pe rege și pe cei șapte miniștri ai săi pentru lovirea prietenei și colegei sale, pitica Trippetta, el îi îmbracă în urangutani pentru un bal mascat. În fața oaspeților regelui, Hopa-Hop îi ucide pe toți opt dându-le foc la costume, apoi fuge cu Trippetta.
Analiza critică a sugerat că Poe a scris povestea ca o formă de răzbunare literară față de o femeie pe nume Elizabeth F. Ellet și de cercul ei.

## Rezumat

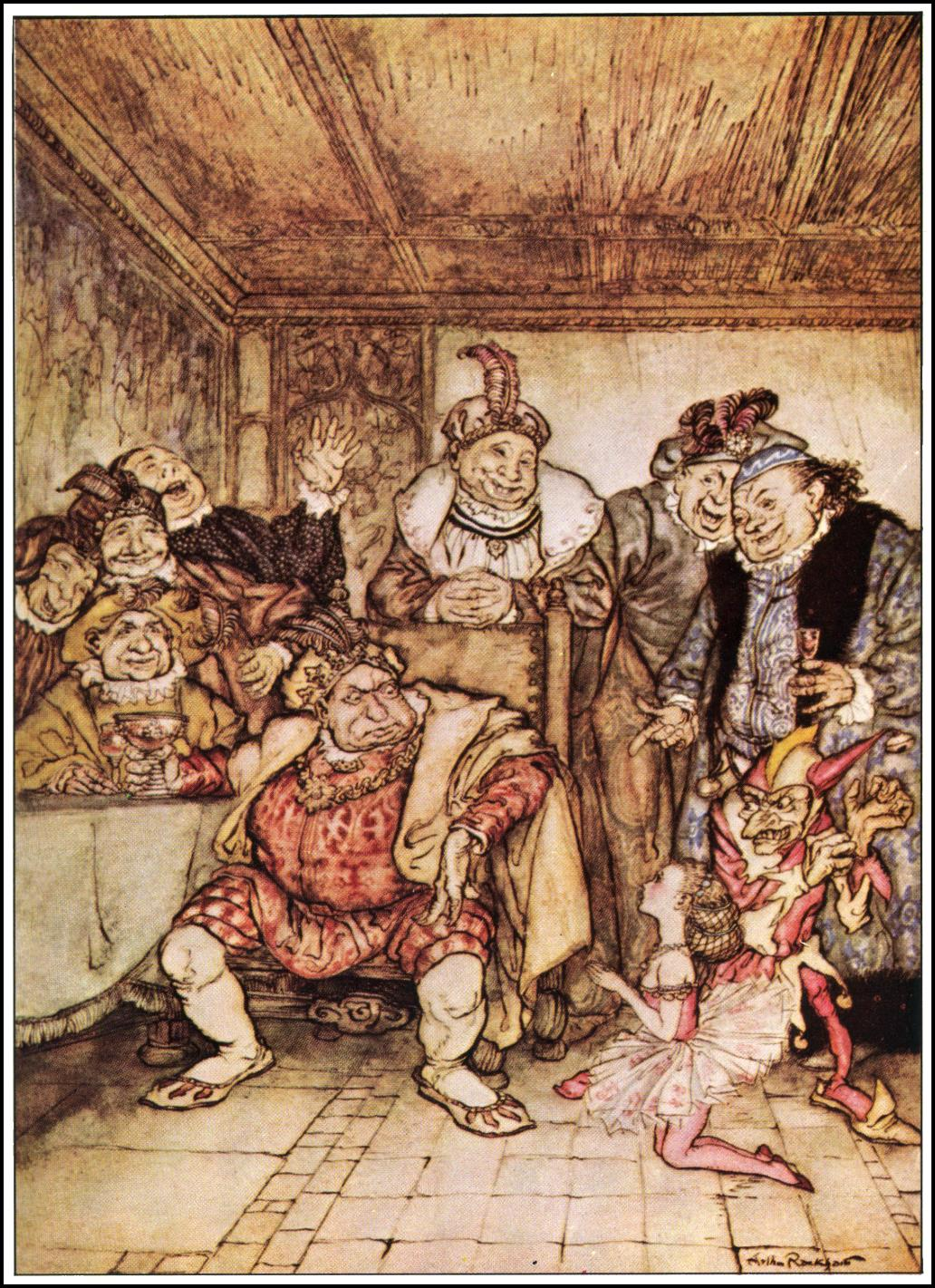
Hopa-Hop, Trippetta, regele și sfetnicii săi, ilustrație realizată în 1935 de Arthur Rackham

Bufonul de curte Hopa-Hop, „fiind și pitic și infirm”, este „nebunul” de care abuzează un rege căruia nu i se dă numele. Acest rege are un nestăpânit simț al umorului: „el părea să trăiască numai pentru a face glume”. Hopa-Hop și cea mai bună prietenă a sa, dansatoarea Trippetta (la fel de mică, dar frumoasă și bine proporționată), au fost răpiți din ținutul lor și aduși la curte ca sclavi. Din cauza infirmității sale fizice, care îl împiedică să meargă pe jos în poziție dreaptă, regele l-a poreclit „Hopa-Hop” (porecla din textul original este Hop-Frog).
Hopa-Hop reacționează rău la consumul de alcool și, deși regele știe acest lucru, el îl forțează pe bufon să consume mai multe cupe pline cu vin. Trippetta îl imploră pe rege să-l lase în pace și, în fața a șapte membri ai cabinetului său, el o lovește și îi aruncă în față un pocal cu vin. Bărbații puternici râd pe seama celor doi slujitori și îi cer lui Hopa-Hop (care se dezmeticise brusc și devenise vesel) să le dea un sfat cum să se costumeze la următorul bal mascat. El le sugerează să îmbrace niște costume de urangutani, apoi să fie legați în cerc unul de altul cu lanțuri. Bărbaților le place ideea de a-și speria astfel oaspeții și sunt de acord să poarte haine mulate pe corp unse cu catran și acoperite cu fulgi de in. Astfel costumați, bărbații sunt apoi legați împreună cu lanțuri și conduși chiar după miezul nopții în „sala mare” unde avea loc balul mascat.
După cum se prevăzuse, oaspeții sunt șocați și mulți cred că oamenii sunt „un soi de dihănii adevărate, dacă nu chiar niște urangutani”. Mulți s-au îndreptat spre uși pentru a scăpa, dar regele insistase ca ușile să fie blocate; cheile fusese lăsate spre păstrare lui Hopa-Hop. În mijlocul haosului, Hopa-Hop atașează un lanț din tavan de lanțul cu care erau înlănțuiți cei opt bărbați costumați. Lanțul este tras apoi prin intermediul unui scripete (mânuit probabil de către Trippetta, care se ocupase de pregătirea sălii) cu mult deasupra mulțimii. Hopa-Hop orchestrează un spectacol, astfel că oaspeții consideră „totul ca o păcăleală bine ticluită”. El susține că-i poate identifica pe vinovați, uitându-se la ei de aproape. Urcă până la nivelul lor și ține o torță aproape de fețele oamenilor. Cei opt iau repede foc: „În mai puțin de o jumătate de minut, toți cei opt urangutani ardeau îngrozitor, în țipetele mulțimii cuprinse de spaimă care se uita la ei de jos, fără să le poată da cel mai mic ajutor”. În cele din urmă, înainte de a fugi prin luminator împreună cu Trippetta în ținutul lor de origine, Hopa-Hop identifică oamenii în costume:
„Acum văd lămurit... ce fel de oameni sunt măștile acestea. E vorba de un rege mare și de cei șapte sfetnici de frunte ai săi - un rege care nu pregetă să lovească o fată fără apărare și șapte sfetnici care-l încurajează în fapta lui groaznică. Cât despre mine, eu nu sunt decât Hopa-Hop, bufonul - și aceasta e cea din urmă păcăleală a mea.”

## Istoricul publicării
„Hopa-Hop sau opt urangutani înlănțuiți” a fost publicată inițial în ediția din 17 martie 1849 a The Flag of Our Union, un ziar din Boston, cu titlul întreg „Hop Frog; Or, The Eight Chained Ourangoutangs”. Într-o scrisoare către prietena sa Nancy Richmond, Poe a scris: „Cele cinci pagini de proză pe care le-am finalizat ieri sunt denumite - ce crezi? - sunt sigur că nu vei ghici niciodată - Hop-Frog! Gândește-te doar la Eddy al tău scriind o povestire cu așa un nume ca „Hop-Frog”!” El a explicat că, deși The Flag of Our Union nu era un ziar respectabil „din punct de vedere literar”, el plătea foarte bine.
Prima traducere în limba română a fost publicată sub titlul „Hop-Frog” în ziarul Națiunea, anul X (1891), nr. 2527-2533, împreună cu „Cărăbușul de aur” și „Portretul oval” într-o serie intitulată „Povești năzdrăvane”. Povestirea a fost tradusă apoi de către „Șt. P.” (cel mai probabil Ștefan Petică) sub titlul „Hop-Frog” și inclusă în volumul Scrisoarea furată, Ruina casei Usher, Pisica neagră, Portretul oval și alte povestiri extraordinare, editat de Institutul de Editură Ralian și Ignat Samitca, Craiova, 1897.  Au urmat alte patru traduceri după cum urmează: „Hop-Frog” (în Romînia muncitoare, anul III (1908), seria II, nr. 47, p. 2; nr. 48, p. 2), „Hop-Frog (Broasca țopăitoare)” (în Gazeta Transilvaniei, anul LXXII (1909), nr. 277, pp. 1–2; nr. 278, pp. 1–2), „Cei opt Orangutani” (tradusă de Axelrad Luca și publicată, alături de „Moartea Roșie” și „Corbul”, într-o broșură de 32 de pagini tipărită în 1909 de Tip. M. Kalber din București, în Biblioteca Lumen, nr. 24) și „Cei opt orangutani” (în Gazeta Transilvaniei, anul LXXVIII (1915), nr. 263, p. 1; nr. 264, pp. 1–2).
O nouă traducere a fost realizată de Ion Vinea și publicată sub titlul „Hopa-Hop sau opt urangutani înlănțuiți” în vol. Scrieri alese (vol. II), editat în 1963 de Editura pentru Literatură Universală din București; traducerea lui Ion Vinea a fost reeditată ulterior și de alte edituri. Povestirea a fost tradusă apoi de Liviu Cotrău și publicată sub titlul „Hopa-Broscuță” în volumul Misterul lui Marie Rogêt și alte povestiri, editat în 2005 de Editura Polirom din Iași și reeditat de mai multe ori.

## Analiză

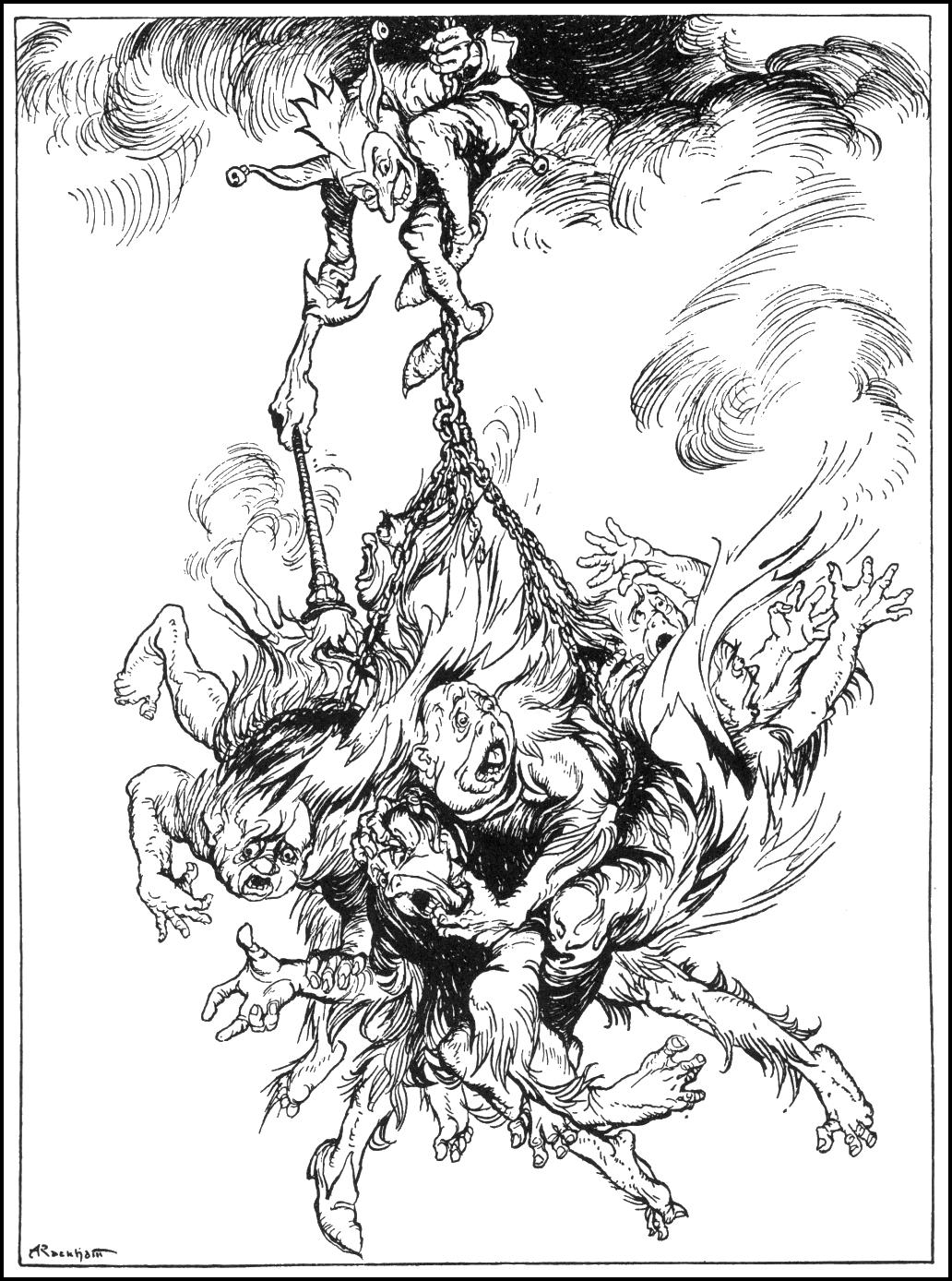
Hopa-Hop se răzbună pe rege și pe curteni, ilustrație din 1935 a lui Arthur Rackham

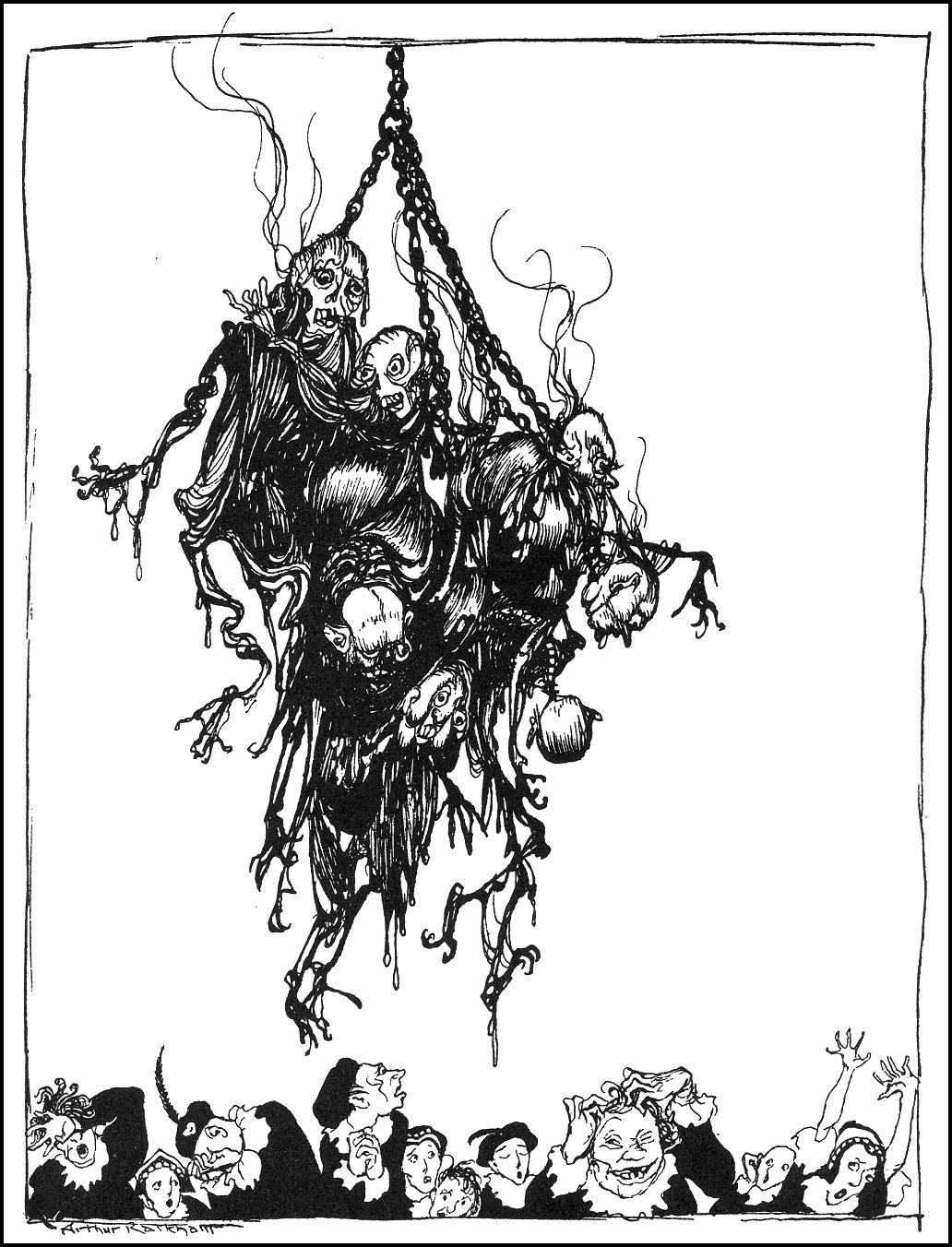
Ultima glumă a lui Hopa-Hop, ilustrație din 1935 a lui Arthur Rackham

Povestirea poate fi categorisită ca una dintre povestirile de răzbunare ale lui Poe, ca și „Balerca de Amontillado”. La fel ca și în acea povestire, criminalul pare să scape fără a fi pedepsit pentru faptele sale. În timp ce victima din „Balerca de Amontillado” poartă costum de bufon, în „Hopa-Hop” criminalul este cel ce poartă așa ceva. Cu toate acestea, în timp ce narațiunea din „Balerca de Amontillado” este relatată din punctul de vedere al criminalului, „Hopa-Hop” este narată din punctul de vedere al unei persoane terțe neidentificate.
Povestirea folosește scrâșnetul de dinți a lui Hopa-Hop ca un element simbolic, chiar înainte ca el să vină cu planul său de răzbunare și din nou, imediat după executarea acestuia. Poe a folosit adesea dinții ca un semn de mortalitate, ca și în buzele zbătându-se deasupra dinților unui om hipnotizat în „Faptele în cazul domnului Valdemar” și în obsesia cu privire la dinți în „Berenice”.
Așa cum „Balerca de Amontillado” reprezintă încercarea lui Poe de răzbunare literară pe un dușman personal, „Hopa-Hop” ar fi putut avea motivații similare. În timp ce Poe avea relații cu Sarah Helen Whitman și Nancy Richmond (nu se știe dacă platonice sau romantice), membrii cercului literar din New York City au răspândit bârfe și au lansat un scandal cu privire la presupusa lipsă de decență a scriitorului. În centrul scandalului a fost o femeie pe nume Elizabeth F. Ellet, a cărei afecțiune fusese respinsă de Poe. Ellet poate fi reprezentată de regele însuși, cei șapte sfetnici reprezentându-i pe Margaret Fuller, Hiram Fuller (fără legătură de rudenie cu persoana anterioară), Thomas Dunn English, Anne Lynch Botta, Anna Blackwell, Ermina Jane Locke și soțul ei.
Povestirea, scrisă spre sfârșitul vieții lui Poe, a fost oarecum autobiografică în anumite privințe. Bufonul Hopa-Hop, la fel ca și Poe, a fost „răpit de acasă și prezentat regelui” (bogatul său tată vitreg John Allan), „purtând un nume care nu i s-a dat prin botez, ci i s-a conferit [...] și întărâtat de vin [...] devenea nebun de furie atunci când era insultat și forțat să bea”. Ca și Hopa-Hop, Poe era deranjat de cei care îl îndemnau să bea, în ciuda faptului că un singur pahar de vin îl făcea să devină beat.
Poe s-ar fi putut inspira și dintr-un eveniment istoric, Bal des Ardents, care a avut loc în ianuarie 1393 la curtea regelui Carol al VI-lea al Franței în ianuarie 1393. La sugestia unui scutier normand, regele și alți cinci curteni s-au costumat în satiri, îmbrăcând cinci costume foarte inflamabile, realizate cu smoală și in. Patru oameni au murit în incendiu, dar regele Carol și un al cincilea curtean au fost salvați.
Citând-o pe Barbara Tuchman ca sursa sa, Jack Morgan de la University of Missouri-Rolla și autor al volumului The Biology of Horror, a discutat despre incidentul de la „Bal des Ardents” ca o posibilă sursă de inspirație pentru „Hopa-Hop”. Incidentul a avut loc în secolul al XIV-lea, Morgan observând că „la un bal mascat”, în care „regele și partenerii săi frivoli, costumați - în materiale foarte inflamabile - în creaturi simiene, s-au aprins de la o torță și au ars, regele scăpând cu greutate în situația actuală”.
Regele și de cei șapte sfetnici apar în mascarada de la miezul nopții, în același timp în care Moartea Roșie apare în mascarada din „Masca Morții Roșii”, naratorul din „Inima care-și spune taina” intră în dormitorul bătrânului în fiecare noapte timp de o săptămână și corbul bate la corbul ușa naratorului în poemul „Corbul”.
„Crimele din Rue Morgue” se referă tot la un urangutan, dar în această povestire este vorba de unul adevărat.

## Adaptări
- Regizorul francez Henry Desfontaines a realizat o adaptare cinematografică timpurie a povestirii „Hopa-Hop” în 1910.
- James Ensor a realizat în 1896 o pictură aflată în prezent în colecția Muzeului Kroller Muller, precum și o ilustrație din 1898, intitulată Hop-Frog's Revenge, inspirată din această povestire.
- O simfonie din 1926 a lui Eugene Cools a fost inspirată de povestirea Hopa-Hop, fiind denumită Hop-Frog.
- Un subiect similar cu cel din „Hopa-Hop” a fost folosit ca intrigă a filmului The Masque of the Red Death (1964), regizat de Roger Corman și în care Vincent Price îl interpretează pe prințul Prospero. Hopa-Hop (denumit Hop-Toad în film) este interpretat de actorul Skip Martin care era un „pitic”, dar soția sa Trippetta este interpretată de un copil cu vocea dublată de o femeie mai în vârstă.
- În 1992, Julie Taymor a regizat un scurtmetraj intitulat Fool's Fire adaptat după „Hopa-Hop”. Michael J. Anderson, cunoscut din Twin Peaks, îl interpretează pe „Hopa-Hop” și Mireille Mosse pe „Trippetta”, iar Tom Hewitt este „Regele”. Filmul a fost difuzat la emisiunea „American Playhouse” de la PBS și prezintă toate personajele purtând măști și costume (realizate de Taymor), fiind arătate doar fețele lui Hopa-Hop și a Trippettei. Poemele lui Poe „Clopotele” și „Un vis într-un vis” sunt și ele folosite ca parte a povestirii.
- O producție radiofonică după „Hopa-Hop” a fost difuzată în 1998 în serialul Radio Tales de la National Public Radio. Povestirea a fost interpretată de Winifred Phillips și a inclus muzica compusă de ea.
- Povestirea apare pe albumul dublu The Raven (2003) al lui Lou Reed's. Una dintre melodii este cântecul „Hop-Frog” al lui David Bowie.
- Piesa Hop-Frog (2003) a lui Lance Tait este inspirată din această povestire. Laura Grace Pattillo a scris în The Edgar Allan Poe Review (2006), „o bucată de narațiune teatrală izbitoare din punct de vedere vizual este adaptarea lui Tait a povestirii „Hopa-Hop”. În această piesă, dispozitivul corului funcționează excepțional de bine, pe măsură ce un actor și o actriță spun povestea și vorbesc pentru toate personajele secundare, care sunt reprezentate de obiecte precum o bucată lungă de lemn și o colecție de lumânări”.[10]